# Oxyharma subaenea
Oxyharma subaenea är en stekelart som först beskrevs av Alan Parkhurst Dodd 1917.  Oxyharma subaenea ingår i släktet Oxyharma och familjen puppglanssteklar. Inga underarter finns listade i Catalogue of Life.